# 卡利尼夫斯凱

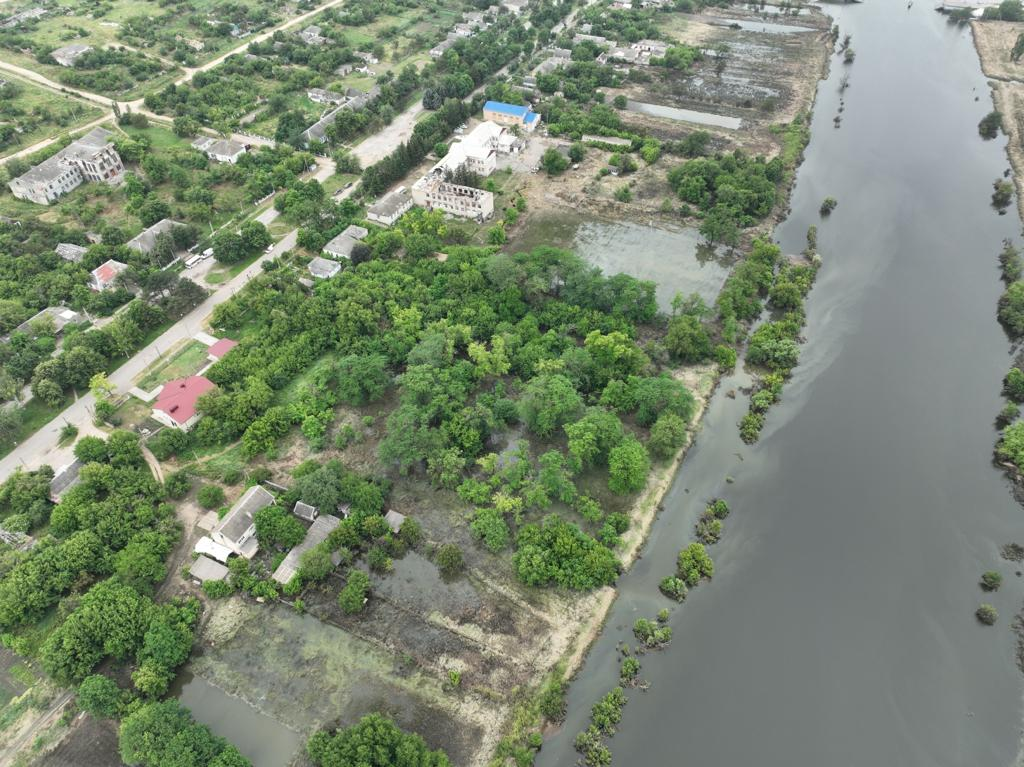
卡霍夫卡水壩潰決事件后的卡利尼夫斯凱

卡利尼夫斯凱（羅馬化：Kalynivske），1944年至2016年名为加里宁斯科耶（羅馬化：Kalininske，羅馬化：Kalininskoye），是烏克蘭南部赫爾松州贝里斯拉夫区的卡利尼夫斯凱市镇内的市級鎮及其行政中心。該鎮處於因胡莱茨河畔，始建於1807年，面積2平方公里，海拔高度21米，2011年人口1,297，人口密度每平方公里648.5人。2016年根据乌克兰去共产主义化改为现名。